# Marie Louise, ducesă de Parma
Maria Louise a Austriei (germană Marie Louise von Österreich n. 12 decembrie 1791, Viena, Sfântul Imperiu Roman – d. 17 decembrie 1847, Parma, Ducatul Parmei), născută  Arhiducesa Maria Louise a Austriei (germană Erzherzogin Marie Louise von Österreich), devenită după căsătorie Împărăteasă a Franței (franceză impératrice Marie Louise des Français), iar din 1817 a devenit Ducesă de Parma, Piacenza și Guastalla (italiană Maria Luisa, Duchessa di Parma, Piacenza e Guastalla).
 
A fost a doua soție a împăratului Franței, Napoléon Bonaparte. A fost, de asemenea, de două ori nepoată a Mariei Antoinette și mama regelui Romei, Napoleon al II-lea.

## Primii ani
Maria Louise (care a primit numele de botez Maria Ludovica Leopoldina Francisca Theresa Josepha Lucia) s-a născut la Palatul Hofburg din Viena, ca fiică a lui Francisc al II-lea, Împărat al Sfântului Imperiu Roman (Francisc I al Austriei) și a celei de-a doua soții Maria Teresa a celor Două Sicilii. Maria Louise a fost, de asemenea, de două ori strănepoată a Mariei Terezia a Austriei și de două ori nepoată a Mariei Antoinette, fiind nepoată pe linie paternă a lui Leopold al II-lea, Împărat al Sfântului Imperiu Roman (fiul Mariei Tereza și fratele Mariei Antoaneta) și nepoată pe linie maternă a Maria Carolina a Austriei (fiica Mariei Tereza, sora Mariei Antoaneta).
Încă din copilărie a învățat mai multe limbi străine. În plus față de limba ei maternă, germana, vorbea fluent engleza, franceza, italiana, latina și spaniola.

## Împărăreasă a Franței

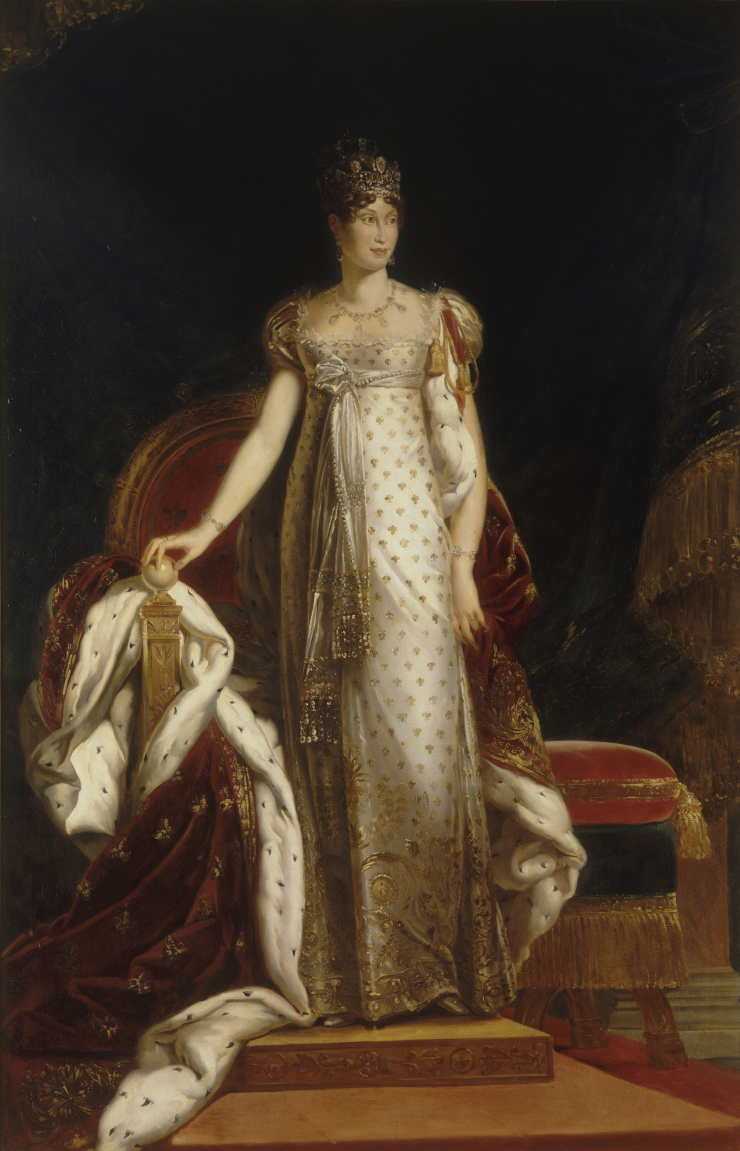
Marie Louise, împărăteasă a Franţei (Muzeul Kunsthistorisches, Viena).

La 11 martie 1810 arhiducesa în vârstă de 18 ani se căsătorește cu împăratul Franței, Napoleon. Napoleon voia să valideze și să-și legitimeze imperiul printr-o căsătorie cu un membru al Casei de Habsburg, una dintre cele mai vechi familii regale din Europa. El mai încercase o căsătorie cu Marea Ducesă Anna care aparținea Casei Romanov, sora mai mică a Țarului Alexandru I al Rusiei însă propunerea a fost refuzată.
La 20 martie 1811, Maria Louise a născut un fiu, Napoléon François Joseph Charles Bonaparte. Ea a fost regentă a Franței din aprilie până în decembrie 1812 în timpul campaniei din Rusia și din aprilie 1813 până în ianuarie 1814 în timpul absenței soțului ei aflat în campania din Germania. După ce Napoleon a fost forțat să abdice, în aprilie 1814 a fost exilat pe Insula Elba. Maria Louise s-a întors în Austria și nu și-a mai văzut soțul niciodată.

## Ducesă de Parma

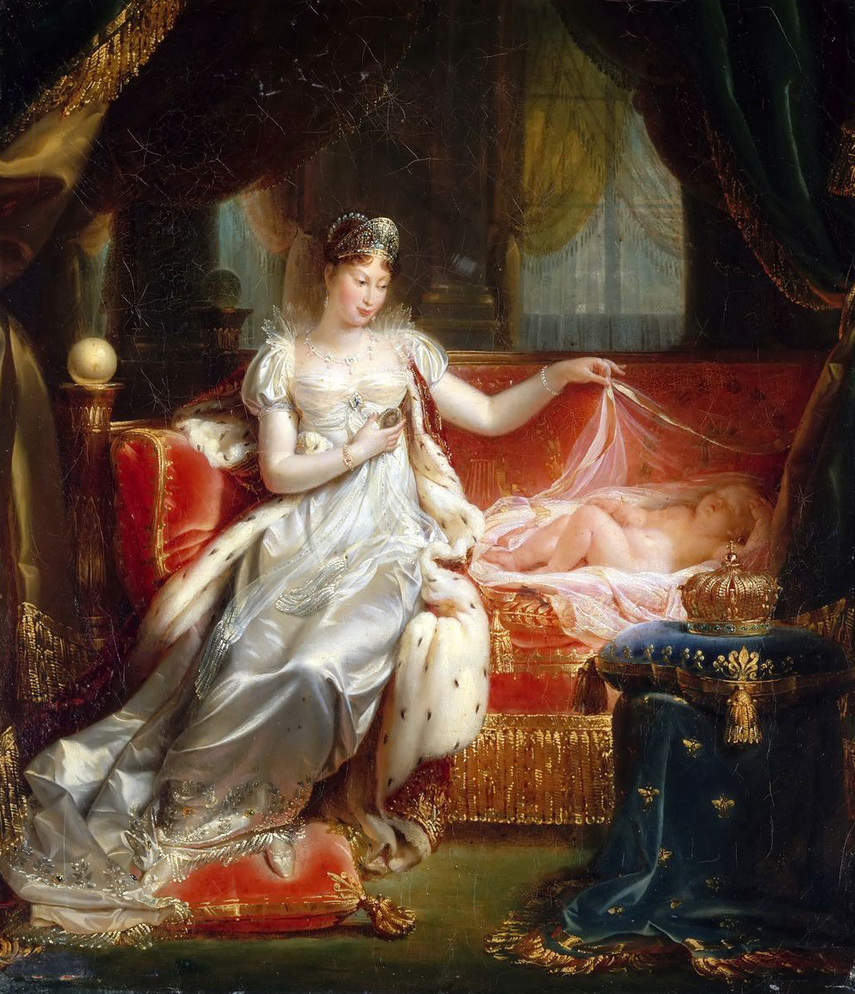
Marie Louise, Ducesă de Parma cu fiul ei, Napoleon II

Tratatul de la Fontainebleau de la 11 aprilie 1814 i-a permis Mariei Louise să-și păstreze rangul imperial și i-a acordat Ducatul Parma, Piacenza și Guastalla, fiul ei având dreptul la moștenire. Totuși în 1815, Congresul de la Viena a revizuit acest aranjament și i-a acordat drept de conducere a Ducatului numai ei nu și fiului ei. În 1817 a fost semnat un tratat care specifica că după decesul Ducesei, Ducatul va fi moștenit de un membru al Casei de Bourbon. În 1844 s-a stabilit ca Ducatul Guastalla va fi moștenit de Ducele de Modena.
În 1821, la patru luni după moartea lui Napoleon, Maria Louise a făcut o căsătorie morganatică cu iubitul ei, Contele Adam Albert von Neipperg (1775-1829). Cuplul a avut trei copii, primii doi fiind născuți înainte de căsătoria lor, în timpul mariajului cu Napoleon: 
- Albertine, Contesă de Montenuovo (1817-1867), căsătorită cu Luigi Sanvitale, Conte de Fontanellato
- Wilhelm Albrecht, Conte de Montenuovo, mai târziu Prinț de Montenuovo (1819-1895), căsătorit cu Contesa Juliana Batthyány von Németújvár
- Mathilde, Contesă de Montenuovo

La 17 februarie 1834 Marie Louise s-a căsătorit cu șambelanul său, Charles-René, Conte de Bombelles (1785-1856).
Marie Louise a fost un conducător al Parmei abil și inteligent; a introdus diferite reforme și a muncit din greu pentru beneficiul supușilor ei. A murit în 1847 la Parma.